# Retornados
Se denomina con el término "retornados" a los descendientes de esclavos africanos que han regresado a África tras su liberación, instalándose en dicho continente de modo definitivo como inmigrantes. También se usa para designar a los portugueses instalados en su imperio colonial que debieron emigrar a la metrópoli tras la descolonización a fines de la década de 1970.

## En Sudamérica y Caribe
Antes de abolirse la esclavitud en los territorios de América del Sur y del Caribe a mediados del siglo XIX, grupos de ex esclavos africanos ya realizaron el viaje de regreso a África, instalándose principalmente en las ciudades de la costa de la actual Nigeria y luego en menor medida en Ghana. 
Con posterioridad en el siglo XIX los contingentes de Brasil, Cuba y otros países de Latinoamérica fueron significativos y configuraron varios barrios en ciudades como Lagos en Nigeria o Porto Novo en Benín, con las comunidades denominadas Tabom (ex esclavos de Brasil llegados a Ghana), y los Amarôs y Agudás (de origen brasileño instalados en Togo, Benín y Nigeria.

## En Estados Unidos
En el siglo XX los retornados son fundamentalmente de origen estadounidense que ante el florecimiento de la segregación racial en los EE. UU. se establecen en los países anglófonos de África, principalmente Ghana debido a la trayectoria política panafricanista de este país, con miras a residir en un entorno que les permitiera un mayor desarrollo personal sin las limitaciones de los Estados Unidos.
El impulso de los retornados y de los esclavos liberados o autoliberados fue decisivo en la fundación de los modernos Estados de Sierra Leona y Liberia en la costa occidental de África.
La idea de "regreso a África" en estos casos se comprende desde la óptica afroamericana de solidaridad con un pueblo oprimido, una idea de orígenes sociológicos como reacción al racismo imperante en el Sur Profundo de los EE. UU. y que guarda comparaciones con la historia del pueblo judío despojado de su tierra, cuya narrativa del Antiguo Testamento influyó poderosamente en clérigos protestantes de raza negra como "inspiración" para promover un "retorno a la tierra ancestral", de ahí el término diáspora africana.

## El caso de Portugal

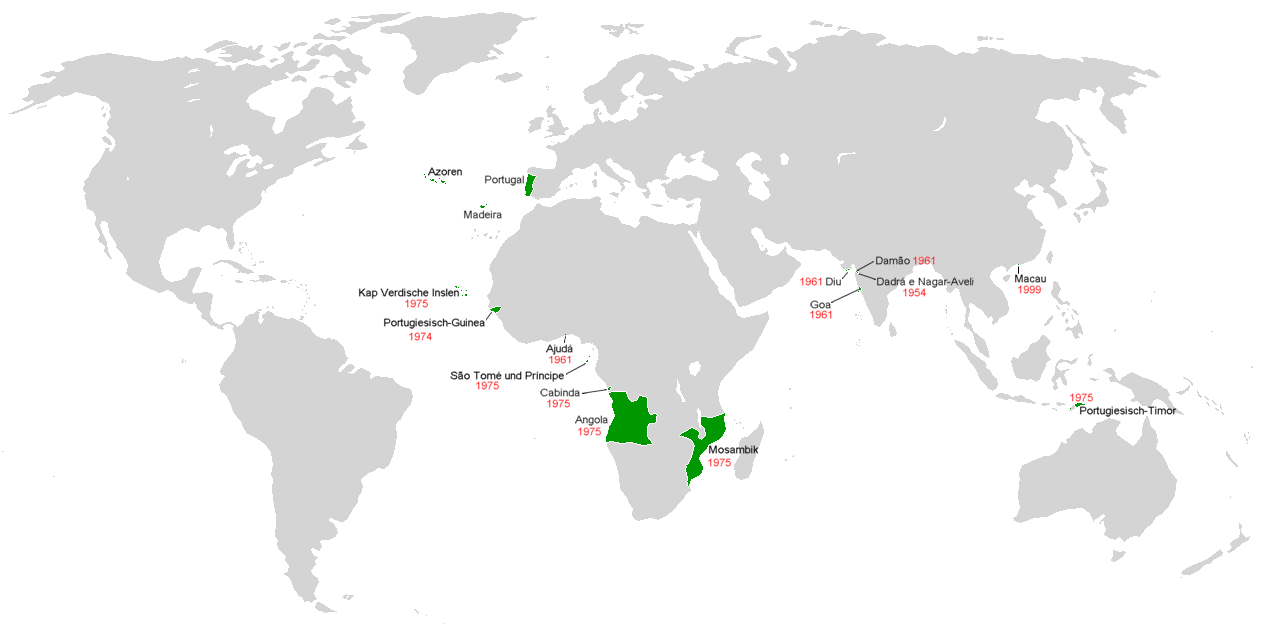
Antiguas provincias ultramarinas de Portugal en África y Asia.

El término retornado también es utilizado en referencia a los portugueses étnicos que emigraron de las excolonias ultramarinas a Portugal, principalmente desde África, con el desenlace de la guerra colonial portuguesa entre los años 1974 a 1976. En tanto el gobierno de Portugal surgido de la Revolución de los Claveles impulsó la descolonización entregando el gobierno de las colonias a los movimientos independentistas de Cabo Verde, Guinea-Bisáu, Santo Tomé y Príncipe, y en especial, de Angola y Mozambique, sin coordinación previa para la transferencia de gobierno, al punto que las autoridades portuguesas se retiraron de modo repentino y abandonaron sus puestos al no recibir instrucciones desde Lisboa, dejando atrás miles de civiles portugueses. [cita requerida]
Las nuevas autoridades independentistas no se mostraban tolerantes ante masas de miles de civiles portugueses residiendo en las colonias, considerándolos una potencial quinta columna y promovieron su emigración masiva a la metrópoli, confiscando bienes y suprimiendo empleos de portugueses, quienes no tuvieron más opción que emigrar entre 1975 y 1976 en un puente aéreo de grandes dimensiones que en muchísimos casos abarcó familias completas. 
Este grupo humano alcanzaba al medio millón de personas y comprendía desde terratenientes hasta tenderos, obreros, o burócratas, que debieron abandonar en su gran mayoría propiedades, enseres, empleos, e inclusive dinero pues los escudos portugueses "coloniales" no eran moneda de curso legal en Portugal. Si bien muchos "retornados" efectivamente regresaban a la metrópoli tras una ausencia de pocos años (sobre todo funcionarios y burócratas) y les fue fácil reinsertarse en la sociedad portuguesa, otros muchos "retornados" habían nacido en las colonias o habían vivido décadas allí y prácticamente desconocían Portugal o carecían de familia y amistades en su "metrópoli", lo cual generó una difícil asimilación. La mayor parte de estos "retornados" residieron durante años en precarias condiciones y mostrando hostilidad tanto hacia el Estado Novo como hacia la Revolución de los Claveles por considerarse "abandonados a su suerte" por ambos regímenes.
Asimismo, muchos portugueses asentados en las excolonias africanas, en lugar de dirigirse hacia Portugal decidieron emigrar y probar suerte en Brasil, excolonia portuguesa en América.